# Boom Trikes
Pour les articles homonymes, voir Boom.
 (avril 2013).
Boom Trikes est un constructeur de trikes de nationalité allemande.
Il a été fondé en 1990. Son siège est situé à Sontheim an der Brenz. C'est un des principaux constructeurs de trikes en Europe ; près de neuf mille unités ont été construites.